# Lucio Battisti Vol. 4
Čtvrté Battistiho album Lucio Battisti Vol. 4 opět navazuje na předešlá alba, přesto nedosáhlo jejich úspěchu. V roce 1971 se v Itálii stalo po dobu pěti týdnů třetím nejprodávanějším albem a 19. nejprodávanějším v roce 1971. Je to poslední album vydané ve vydavatelství Ricordi. Další vycházejí pod značkou Numero Uno.
Le tre verità je píseň se třemi slokami, zpívána ve třech oktávách. Pensieri e parole je zpívána dvojhlasně, oba hlasy se sice překrývají, ale oba patří Battistimu.

## Seznam skladeb
V závorce je uveden počet hvězdiček dle CROSBOSP.

1. Le tre verità 4:51 (4)
2. Dio mio no 7:25 (4)
3. Adesso si 2:30 (?)
4. La mia canzone per Maria 3:10 (7)
5. Luisa Rossi 2:44 (5)
6. Pensieri e parole 3:47 (6)
7. Mi ritorni in mente 3:41 (6)
8. Insieme a te sto bene 3:43 (4)
9. 29 settembre 3:29 (3)
10. Io vivrò (senza te) 3:53 (5)